# Chanzeaux
Chanzeaux är en kommun i departementet Maine-et-Loire i regionen Pays de la Loire i nordvästra Frankrike. Kommunen ligger i kantonen Thouarcé som tillhör arrondissementet Angers. År 2018 hade Chanzeaux 1 134 invånare.

## Befolkningsutveckling
Antalet invånare i kommunen Chanzeaux
| Referens: INSEE |